# Loke, Tabor
Loke so naselje v Občini Tabor. 
Loke so razloženo hribovsko naselje. Jedro naselja leži ob sotočju potokov Ojstrica in Konjščica. V bližini Lok se dviga hrib z imenom Stari grad oziroma Ojstrica. Na njem stojijo razvaline  srednjeveškega gradu Ojstrica.